# Adrienne Marden
Adrienne Marden (* 2. September 1909 in Cleveland, Ohio als Mabel Adrienne Baruch; † 9. November 1978 in Los Angeles, Kalifornien) war eine US-amerikanische Schauspielerin.

## Leben
Adrienne Marden begann ihre Schauspielkarriere im Alter von 17 Jahren. Die ersten Jahre stand sie unter dem Künstlernamen Mabel Marden auf der Bühne. Nach ihrem Filmdebüt 1932 in einer kleinen Nebenrolle im Melodrama Rasputin: Der Dämon Rußlands spielte sie noch zwei Jahre unter ihrem ursprünglichen Künstlernamen, bevor sie diesen in Adrienne Marden änderte. Ihr Broadwaydebüt gab sie 1934 in dem von George S. Kaufman und Moss Hart geschriebenen Theaterstück Merrily We Roll Along. Bis zu ihrem Tod spielte sie in über 100 Film- und Fernsehproduktionen mit, wobei sie unter anderen in Fernsehserien wie Auf der Flucht, Kung Fu und Detektiv Rockford – Anruf genügt sowie Kinofilmen wie Fluch des Südens und Getrennte Betten zu sehen war.
Am 9. November 1978 verstarb Marden im Alter von 69 Jahren an den Folgen eines Herzinfarktes. Sie war in ihrem Leben zweimal verheiratet und geschieden. In erster Ehe war sie von 1938 bis 1954 mit dem Schauspieler Whit Bissell verheiratet. Das Paar hatte zwei gemeinsame Kinder. Ihre zweite Ehe führte sie von 1956 bis 1962 mit dem Schauspieler Wendell Holmes.

## Filmografie (Auswahl)
- 1932: Rasputin: Der Dämon Rußlands (Rasputin and the Empress)
- 1933: Eine Frau vergisst nicht (Only Yesterday)
- 1951: Auf Bewährung freigelassen (The Company She Keeps)
- 1951: Die Ehrgeizige (Payment on Demand)
- 1953: Gefährliche Überfahrt (Dangerous Crossing)
- 1953: Verhängnisvolle Spuren (Inferno)
- 1955: In all diesen Nächten (The Shrike)
- 1955: Und wäre die Liebe nicht … (One Desire)
- 1956: Der Mann von Del Rio (Man from Del Rio)
- 1959: Fluch des Südens (The Sound and the Fury)
- 1960: Sie kannten keine Gnade (Rebel Breed)
- 1962: Auf glühendem Pflaster (Walk on the Wild Side)
- 1962: Der Gefangene von Alcatraz (Birdman of Alcatraz)
- 1962: Männer, die das Leben lieben (The Interns)
- 1963: Getrennte Betten (The Wheeler Dealers)
- 1964: Auf der Flucht (The Fugitive, Fernsehserie, eine Folge)
- 1964: Prinzgemahl im Weißen Haus (Kisses for My President)
- 1972: Kung Fu (Fernsehserie, eine Folge)
- 1974: Barnaby Jones (Fernsehserie, eine Folge)
- 1977: Detektiv Rockford – Anruf genügt (The Rockford Files, Fernsehserie, eine Folge)
- 1978: Die neuen Abenteuer von Heidi (The New Adventures of Heidi)